# Kläfferkauz

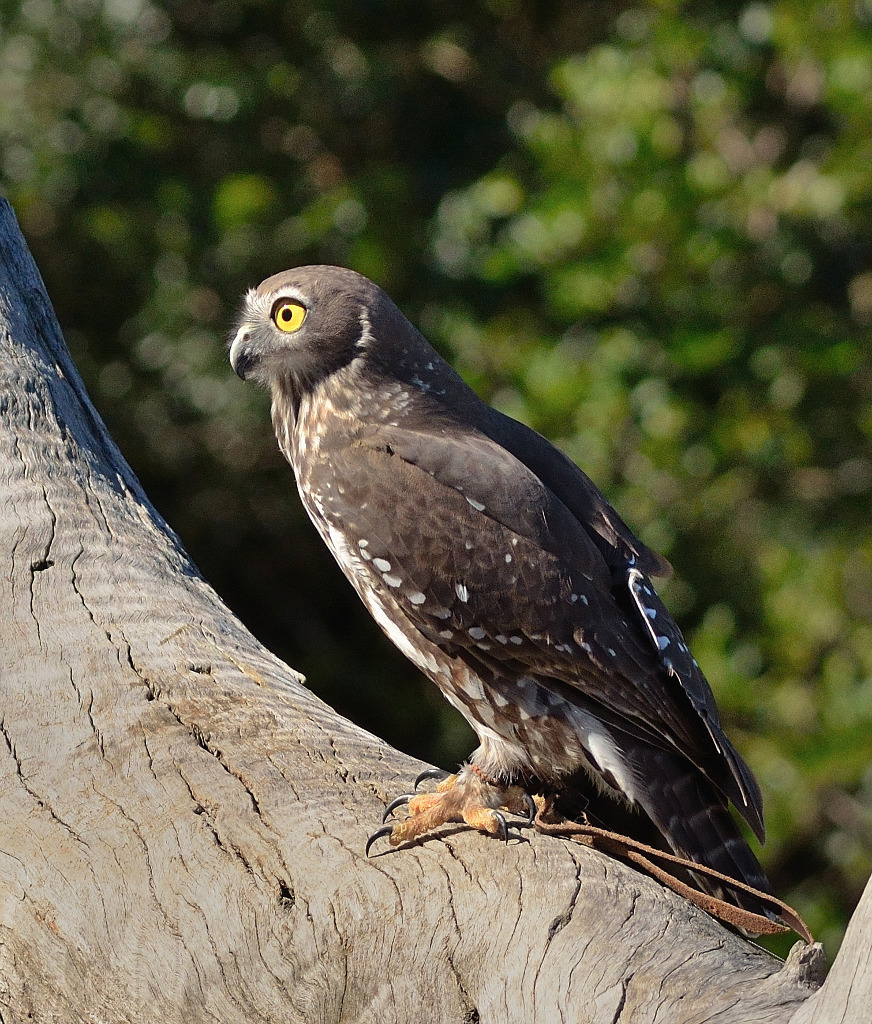
Kläfferkauz

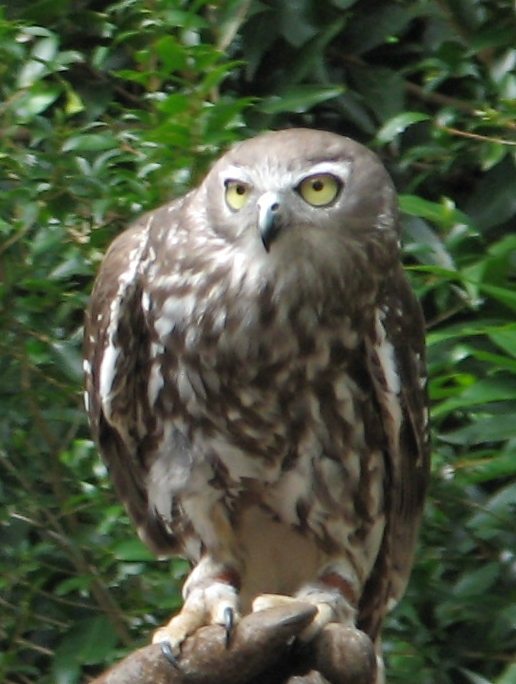
Kläfferkauz

Der Kläfferkauz (Ninox connivens) ist eine mittelgroße Eulenart aus der Gattung der Buschkäuze (Ninox). Der Name bezieht sich auf den Ruf der Eule, der dem Bellen eines Hundes ähnelt.
Der Kläfferkauz ist in Australien und auf Neuguinea weitverbreitet und in allen Teilen seines Verbreitungsgebietes ein Standvogel. Es werden mehrere Unterarten unterschieden. Die Bestandssituation wird von der IUCN als ungefährdet (least concern) eingestuft.

## Merkmale
Der Kläfferkauz erreicht eine Körperlänge von 38 bis 44 Zentimetern, wovon 14,3 bis 19,8 Zentimeter auf den Schwanz entfallen. Das Gewicht liegt zwischen 425 und 510 Gramm. Es besteht kein auffälliger Geschlechtsdimorphismus.
Die Stirn, der Scheitel und der Gesichtsschleier sind graubraun. Der Rücken und der Mantel sind graubraun, wobei der Grauton etwas intensiver ist. Die Flügeldecken sind rauchig graubraun mit kleinen weißen Flecken. Die Arm- und Handschwingen sind etwas dunkler als die Flügeldecken und sind sehr schmal weißlich quergestreift. Der Schwanz ist graubraun mit fünf bis sechs weißlichen Querstreifen. Die Kehle ist hellbraun bis weißlich braun und weist graubraune Längsstreifen auf. Die Körperunterseite ist cremefarben mit auffälligen Längsstreifen. Die bräunlichen Farbtöne dieser Längsstreifen und ihre Dichte variieren individuell stark. Die Läufe sind befiedert. Die Augen sind gelb. Die Wachshaut des Schnabels ist grau. Der Schnabel ist dunkel hornfarben bis schwärzlich.

## Verbreitungsgebiet und Lebensraum
Das Verbreitungsgebiet des Kläfferkauzes sind die nördlichen Molukken, Neuguinea und die weniger ariden Regionen Australiens. In einigen Regionen wie beispielsweise Queensland und New South Wales ist der Kläfferkauz eine ausgesprochen häufige Art. Der Kläfferkauz besiedelt auch einige der Insel vor der Küste Australiens. Er fehlt in ariden Regionen und jenen Regionen, die keine hohen Bäume aufweisen. Er ist im gesamten Verbreitungsgebiet ein Standvogel.
Der Lebensraum sind Wälder der gemäßigten und subtropischen Klimazone. Er kommt auch in schmalen Waldstreifen entlang von Fließgewässern und entlang von Waldrändern vor. In Vorgebirgen kommt der Kläfferkauz auch in Regionen vor, die nur wenige Waldflecken in der Nähe von Sümpfen und anderen Feuchtgebieten aufweisen. Auf Neuguinea ist er überwiegend in den Tiefebenen anzutreffen. Auf der Insel Karkar kommt er in Höhenlagen bis zu 1040 Metern vor.

## Lebensweise
Der Kläfferkauz ist grundsätzlich dämmerungs- und nachtaktiv, an wolkenverhangenen Wintertagen beginnt er jedoch gelegentlich noch vor Einbruch der Dämmerung zu jagen. Er lebt gewöhnlich in Paaren, die ganzjährig ein Revier besetzen. Innerhalb ihres Reviers haben sie Schlaf- und Ruheplätze, die sie immer wieder aufsuchen. Diese befinden sich gewöhnlich in einem laubtragenden Baum innerhalb einer Baumgruppe. Die Paare ruhen dort gewöhnlich in großer Nähe zueinander. Handelt es sich um mehr als zwei gemeinsam ruhende Kläfferkäuze, ist dies gewöhnlich der diesjährige Nachwuchs.
Kläfferkäuze sind grundsätzlich nicht sehr scheu und häufig in ländlichen Regionen auch in der Nähe von Siedlungen anzutreffen.
Die Nahrung des Kläfferkauzes besteht aus kleinen Säugetieren und Vögeln sowie großen Insekten und anderen Wirbellosen. Im Süden Australiens stellen Kaninchen einen großen Teil seiner Beute dar. Vögel werden bis zur Größe eines Flötenvogels und eines Eulenschwalms geschlagen. Beute, die der Kläfferkauz nicht im Ganzen herunterschlucken kann, werden mit dem Schnabel in Stücke gerissen. Fledertiere und Insekten fängt er gelegentlich im Flug.

## Fortpflanzung
Die Brutzeit des Kläfferkauzes fällt in den Zeitraum Juli bis September. Er nistet gewöhnlich in natürlichen Baumhöhlen. Das Nest befindet sich fünf bis zehn Meter oberhalb des Erdbodens. Dort, wo geeignete Baumhöhlen fehlen, nistet er gelegentlich auch in Felsspalten und sogar in Kaninchenbauten. Das Gelege besteht aus zwei bis drei Eiern, die jeweils mit einem Abstand von zwei bis drei Tagen gelegt werden. Es brütet nur das Weibchen. Die Brutzeit beträgt ungefähr 36 Tage. Die Nestlinge sind in einem Alter von fünf bis sechs Wochen flügge. Sie werden von den Elternvögeln einige Zeit versorgt. Ihre Geschlechtsreife erreichen sie etwa mit einem Lebensjahr.

## Einzelbelege
1. 1 2 3   König et al.: Owls of the World, S. 452.
2. 1 2   König et al.: Owls of the World, S. 451.